# Sießen im Wald
Sießen im Wald ist ein Ortsteil der Gemeinde Schwendi im Landkreis Biberach in Oberschwaben. Seit 1972 gehört Sießen im Wald zur Gemeinde Schwendi.

## Geschichte
Die frühere Gemeinde Sießen im Wald war nie eine geschlossene Ortschaft, sondern besteht bis heute aus den Weilern Hörenhausen und Jetzhöfe, Weihungszell mit Grubach und dem Pfarrweiler Sießen.
Weihungszell wurde 845 im Zusammenhang mit einer Schenkung an das Kloster St. Gallen erstmals urkundlich erwähnt. 1353 erscheint der Ort als Wiggenzell. Nach dem Dreißigjährigen Krieg soll Weihungszell entvölkert gewesen sein, in der Folgezeit siedelten sich Einwanderer aus Tirol an.
Weihungszell und Hörenhausen gehörten früher zu Dietenheim, das im 15. Jahrhundert in den Besitz der Ulmer Familie Krafft überging, im 16. Jahrhundert dann in den Besitz der Fugger. 1806 wurde Dietenheim bayrisch und 1810 zusammen mit Ulm württembergisch. Grubach gehörte zu Rot und die Jetzhöfe zu Orsenhausen. 1832 wurden Hörenhausen und Weihungszell von der Gemeinde Dietenheim, die Jetzhöfe von Orsenhausen sowie Grubach von Rot getrennt und zu der selbstständigen politischen Gemeinde Sießen im Wald vereinigt. Am 1. Januar 1972 erfolgte die Eingemeindung nach Schwendi.

## Bauwerke

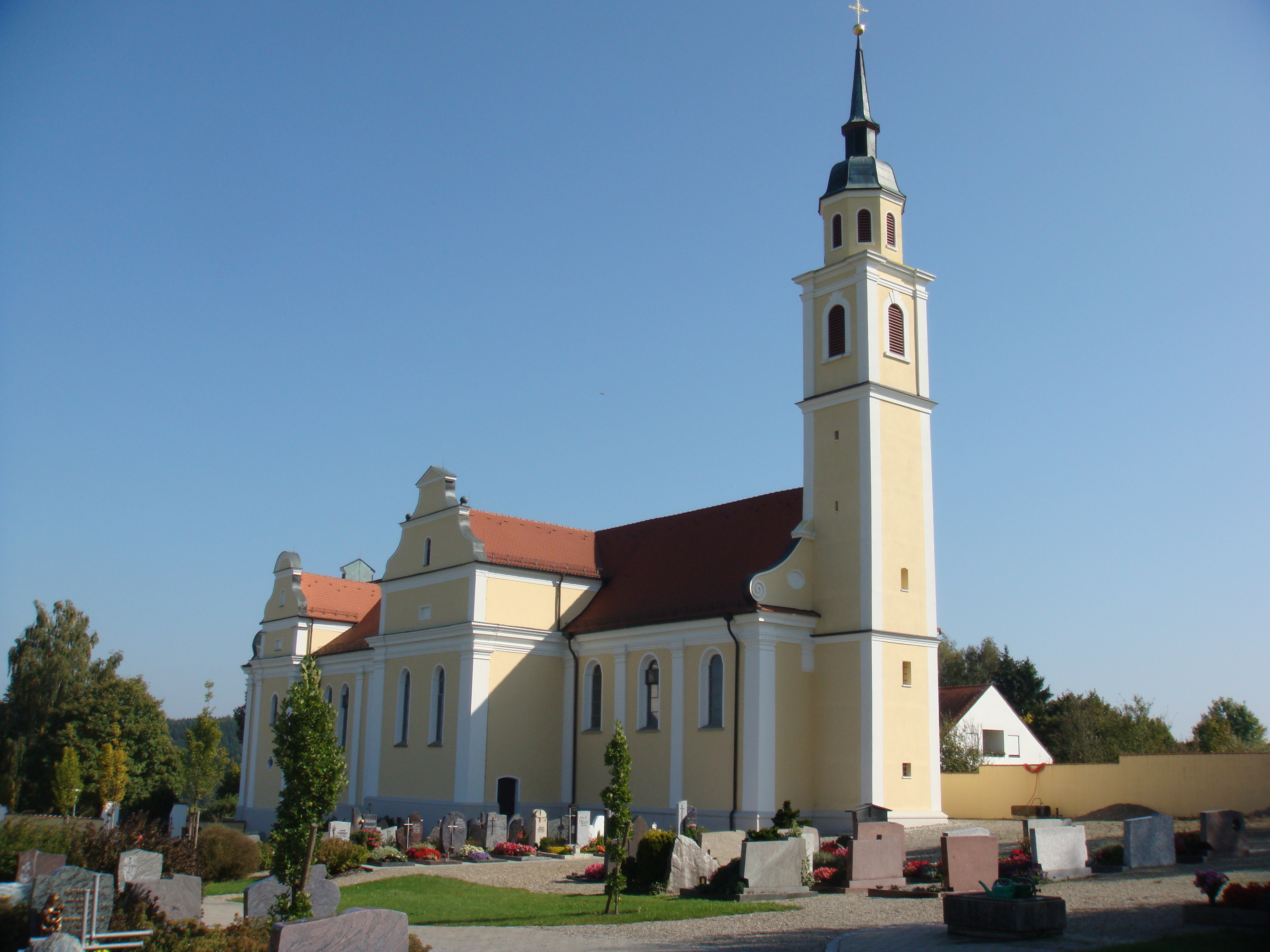
St. Maria Magdalena

- Mit dem Bau der Kirche St. Maria Magdalena wurde 1907 begonnen. Dabei verwendete man die 1709 vollendete Kirche als Chor und baute nach Osten das Quer- und Längsschiff an.
- Burg Weihungszell
- Kapelle Peter und Paul, Weihungszell[2]

## Wappen
Blasonierung: In Blau über einem goldenen Salbgefäß schräg gekreuzt ein goldener Schlüssel und ein goldenes Schwert. Das Wappen verweist auf die beiden Sakralbauten des Ortsteils. Schlüssel und Schwert sind die Attribute der Schutzheiligen der Kapelle Peter und Paul in Weihungszell. Das Salbgefäß ist ein Attribut der heiligen Maria Magdalena, Patronin der Kirche in Sießen im Wald. Das Wappen stammt aus dem Jahre 1950.